# Confine tra Kenya e Sudan del Sud
Il confine tra il Kenya e Sudan del Sud ha una lunghezza di 317 km e va in direzione nord-est dal triplice confine con l'Uganda al triplice confine con l'Etiopia. Il confine è attualmente conteso e separa lo stato sudsudanese dell'Equatoria Orientale dalla provincia keniota della Rift Valley.

## Descrizione
Il confine è composto in via generale da due tracciati quasi rettilinei: il più corto, a ovest, che inizia nel triplice confine con Uganda che poi termina a nord-est all'inizio del tracciato più lungo che prosegue fino al triplice confine con Etiopia, nella parte più settentrionale del lago Turkana. A nord di questo tracciato vi è il Triangolo di Ilemi, un'area di 14.000 km² amministrata dal Kenya, ma rivendicata dal Sudan del Sud.

## Storia
Oltre i due terzi della lunghezza complessiva del confine che costituiscono un'area nota come Triangolo di Ilemi sono al centro di una disputa tra Sudan del Sud e Kenya. Il conflitto nasce dai confini coloniali britannici mal definiti. L'area contesa riguardava originariamente i confini tra la colonia britannica dell'Uganda e il condominio anglo-egiziano del Sudan. La provincia ugandese di Rudolf fu trasferita alla colonia del Kenya nel 1926, seguita dal remoto e mal delimitato triangolo di Ilemi. Nei decenni successivi i confini vennero delineati varie volte.

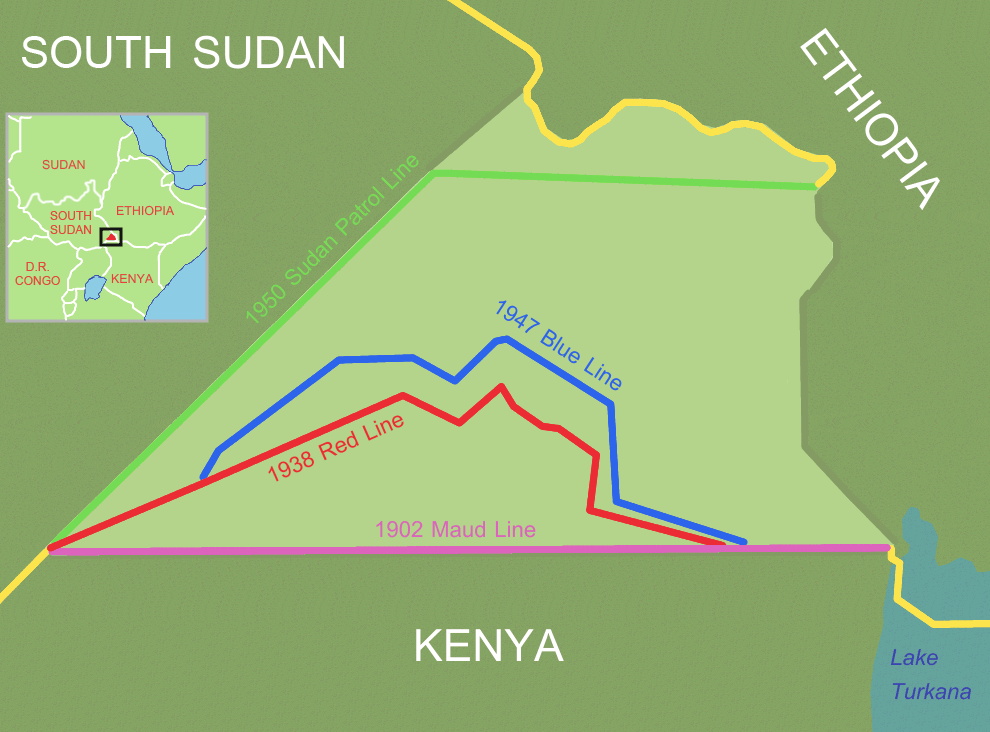
Mappa del Triangolo di Ilemi. Linee di divisione: nel 1938 (linea rossa), nel 1947 (linea blu) e nel 1950 (linea verde).

Dopo il 1936 con l'invasione italiana dell'Etiopia, l'Italia rivendicò brevemente l'area del triangolo di Ilemi. Nel 1938 venne stabilita da un gruppo congiunto kenyota-sudanese la linea Wakefiled come misura temporanea. Negli anni '40 il Ministero degli Esteri britannico esaminò una "linea blu" che veniva posta più a nord-ovest della linea Wakefield. Una terza linea venne istituita unilateralmente dal Sudan nel 1950. Il Kenya mantiene de facto il controllo dell'intera area, fino a quella che è conosciuta come linea verde (o Sudanese Patrol line). 
Con l'indipendenza del Sudan del Sud nel 2011, la rivendicazione sudanese sul Triangolo Ilemi è stata trasferita al nuovo governo nazionale di Giuba.